# Шушман, Теодор
Теодор Шушман (рум.  Teodor Șușman; 24 февраля 1894, Рэкицеле, Трансильвания, Австро-Венгерская империя — 15 декабря 1951, Рэкицеле, Трансильвания, Клуж, Румынская Народная Республика) — румынский богатый крестьянин, аграрный предприниматель, примар села, антикоммунистический повстанец. Командир партизанского отряда в Трансильвании. Погиб в бою с Секуритате. После антикоммунистической революции 1989 признан борцом против тоталитарного режима.

## Крестьянин, предприниматель, примар
Родился в семье зажиточной крестьянской семье трансильванских грекокатоликов. Владел крупным хозяйством: дом с садом, несколько гектар пахотной земли, две лесопилки, склад древесины, лавка, несколько лошадей и быков, стадо овец, пасека. Занимался агробизнесом, деревообрабатывающей промышленностью и торговлей. Увлекался охотой. Был женат, имел четырёх сыновей и дочь.
Теодор Шушман отличался основательным деловитым характером, склонностью к респектабельному стилю. Был чужд авантюризму, но упорен в ценностях и принципах. Та часть жудеца Клуж, где находится селение Рэкицеле — малая родина Шушмана — расположена в Западно-Румынских горах. Местность принадлежит к этногеографическому региону Țara Moților — Страна моци. Жители региона — moți, моци — отличаются заметными культурными особенностями и традиционно обладают некоторой социальной автономией. В своём регионе Шушман был видным общественным деятелем, демонстрировал лидерские качества, пользовался в округе большим уважением и авторитетом.
Трижды — в 1922—1928, 1930—1934, 1940—1945 — становился примаром Рэкицеле. В 1925 активно добивался передачи румынским крестьянам-моци лесов и пастбищ, ранее принадлежавших австро-венгерским помещикам. Организовал несколько собраний в Хуедине, возглавлял делегацию в Бухаресте. Был принят королём Фердинандом I. Жёстко отстаивал интересы региона и добился принятия требований. В годы Второй мировой войны, когда Северная Трансильвания была оккупирована венгерско-хортистскими войсками, Шушман организовал бесперебойные поставки зерна в изолированные горные селения. Был прозван Tată Moților — Отец Моци.
Политически Теодор Шушман придерживался правых взглядов, был убеждённым националистом и антикоммунистом. Он не состоял в какой-либо политической партии, но симпатизировал национал-либералам и сотрудничал с национал-цэрэнистами (НЦП). Дистанцировался от легионеров-железногвардейцев, отвергая их антисемитизм.

## Конфликт с компартией
После государственного переворота 1944 и фактического прихода к власти Румынской компартии Теодору Шушману было предложено вступить в РКП. При этом условии он мог какое-то время оставаться примаром. Коммунисты заинтересованы были в сотрудничестве с авторитетным хозяином — многие крестьяне ждали слова «Tată Moților», чтобы определиться в отношении РКП.
Но Теодор Шушман был решительным противником политики РКП — централизации управления, национализации промышленности, насильственной коллективизации села. Коммунизм в его восприятии был неразрывно связан с красным террором. Монархист Шушман не мог простить большевикам расстрел царской семьи. Он отказался присоединиться к РКП, на выборах 1946 агитировал за НЦП.
В 1945 Теодор Шушман был отстранён от примарства. Власти объявили его «классовым врагом», поразили в политических правах и подвергли изъятию собственности. К коммунистам примкнул его бывший приятель и деловой партнёр Сучу Пашку — прежде заместитель примара и совладелец лавки. Когда ситуация изменилась, стала известна его давняя зависть и ненависть к Шушману. Сучу Пашку занял примарский пост, вселился в дом Шушмана, под видом «конфискации буржуазной собственности» забрал в личное пользование материалы со склада и лесопилки.

## Отряд «Теодор Шушман»

### Создание
В августе 1948 Секуритате и милиция попытались арестовать Теодора Шушмана, но не застали его дома. Арестовали сына Ависалона, но и ему в тот же день удалось бежать и пробраться в горы Бихор, куда ушли от преследования отец и старший брат. Так на семейной основе сложилось ядро партизанского отряда — Теодор Шушман-старший, Теодор Шушман-младший, Ависалон Шушман, Траян Шушман и несколько крестьян-земляков (среди них одна женщина). Формирование получило в Секуритате название «политическая банда „Теодор Шушман“».
Цель партизан Шушмана состояла в том, чтобы совместно избежать репрессий, скрываясь от властей в труднодоступной местности. Жили в укрытиях или у родных и знакомых в горных деревнях Клужа, Бихора и Тимиша. Иногда под чужими именами зарабатывали на жизнь на сезонных работах. Однако центром базирования оставалось Рэкицеле с окрестностями. Шушман-старший даже вёл среди земляков мелкую торговлю хозтоварами и иконами, в этом качестве его знали под именем Петре.
Теодор Шушман и его соратники рассчитывали дождаться англо-американской помощи против коммунистов. В этой помощи они были уверены, проводя историческую параллель: в 1919 румынские войска помогли венгерским антикоммунистам свергнуть советский режим Бела Куна.Важное место в идеологии отряда занимал культ румынского повстанческого вождя Аврама Янку, воевавшего в Трансильвании во время революции 1848—1849 годов.

### Действия
Основными акциями отряда являлись ограбления государственных предприятий и учреждений — магазинов, офисов, кассовых отделений. Наиболее известно ограбление чиновников лесоэксплуатационной госкомпании в октябре 1950. Убийств при этом не произошло, партизаны даже выдали расписку со скрупулёзной описью изъятых вещей и небольшой денежной суммы. Огнестрельное оружие партизаны старались не применять, кроме как для самообороны, при отражении секуристов.
Партизаны периодически спускались с гор в деревни, избивали коммунистических активистов и милиционеров, известных жестоким обращением с крестьянами. Это создало им ореол «вершителей народного правосудия». Несколько раз партизаны отстреливались от Секуритате, потеряв трёх человек и застрелив семерых секуристов.
Существует версия, что Теодор Шушман самолично убил Сучу Пашку. В ночь на 20 августа 1951 примара-коммуниста увели двое неизвестных в милицейской форме, после чего он бесследно исчез. Однако доподлинно его судьба неизвестна, не проясняют даже архивы Секуритате. Погиб и крестьянин Петру Пурчел, сдавший властям Траяна Шушмана. В своё Пурчел работал в шушмановском хозяйстве и благодарил за вызволение из нищеты. В декабре 1948 он был обработан Секуритате, дал затребованную информацию, после чего был убит при неясных обстоятельствах.
В 1950 Секуритате и милиция резко ужесточили контроль в районе действия «политбанды». Клужский военный суд заочно приговорил Теодора Шушмана-старшего к 15 годам заключения, Теодора-младшего и Ависалона — к 12 годам. Повсеместно выставлялись посты слежения, регулярно выдвигались патрули на прочёсывание местности. Угрозами, давлением, подкупом вербовались осведомители. Сочувствующие подвергались репрессиям. Катрина Шушман, жена Теодора, была арестована и умерла в тюрьме от пыток и отказа в лечении сердечной болезни.

### Гибель
15 декабря 1951 секуристы обнаружили Теодора Шушмана по доносу информатора в одной из хижин Рэкицеле. Против одного человека выдвинулась сводная секуристско-милицейская опергруппа с розыскными собаками. Обстоятельства гибели Шушмана-старшего до сих пор не вполне ясны. По официальной версии, он покончил с собой выстрелом в голову. Однако впоследствии стало известно, что Шушман был убит шестью пулями.
После гибели командира отряд продолжал сопротивление под командованием сыновей. С Теодором-младшим и Ависалоном оставались крестьяне Иоан Попа, Роман Онец, Михай и Лукреция Юрж. В 1952 был убит Попа, в 1954 арестованы Онец и чета Юрж. Братья Шушман вдвоём скрывались ещё несколько лет, жили у сочувствующих крестьян, зарабатывали рисованием икон. Секуритате активизировала розыск c осени 1956, после Венгерского восстания.
В конце 1957 секуристы вышли на след братьев в бихорском селении Ходиш. Жёсткими допросами добились информации об их передвижении. 2 февраля 1958 обоих обнаружили в селении Траниш. На требование сдаться братья Шушман ответили выстрелами. Через несколько часов секуристы подожгли дом. Теодор-младший и Ависалон погибли в огне. «Бандиты сгорели заживо», — говорилось в рапорте Секуритате.

## Шушманы из Пошаги
В те же годы в районе Пошага (трансильванский жудец Алба) действовала партизанская группа, во главе которой стояли Леон Шушман — активист-легионер и студент-теолог — с братом Георге. Леон и Георге были однофамильцами и знакомыми, но не родственниками Шушманов из Рэкицеле (хотя на этот счёт допускаются ошибки в СМИ). Теодор Шушман общался с Леоном Шушманом, полемизировал с ним по поводу легионерской политики. Существовала связь между группами, но поддерживалась от случая к случаю.
В ночь на 19 июля 1957 секуристы окружили в горной хижине Леона и Георге Шушманов, крестьянина Василе Кришана и священника Симиона Рошу — готовились праздновать день святого Илии. Партизаны вступили в бой. Роша был убит, Леон Шушман смертельно ранен, Кришан захвачен в плен, Георге Шушман сумел уйти, но вскоре сдался властям.

## Память
Теодор-старший, Теодор-младший и Ависалон погибли в столкновениях с Секуритате, Катрина умерла в тюрьме, Траян отбыл заключение, несовершеннолетние Ромулика и Эмилиан отправлены в детские дома. При режиме РНР — СРР Шушманы считались преступниками.
Положение изменилось после Румынской революции 1989. Партизаны-антикоммунисты, в том числе отряд «Теодор Шушман», признаны борцами против тоталитарного режима. В 2010 останки Теодора Шушмана были эксгумированы и с почётом перезахоронены. Правые организации, в частности Клужский монархический клуб, проводят памятные мероприятия.
Траян Шушман в 1991 побывал в Рэкицеле. Как прямой наследник получил по реституции часть семейного имущества. Внук Теодора-старшего (сын Эмилиана) Константин Шушман и его жена Дойна при помощи историка Георге Петрова организовали исследования, раскопки и реконструировали историю семьи.
Теодор Шушман, наряду с Георге Арсенеску, с юности был кумиром Джелу Войкана Войкулеску — вице-премьера в первом революционном правительстве 1989—1990, организатора суда и казни Чаушеску.